# (9749) Van den Eijnde
(9749) Van den Eijnde est un astéroïde de la ceinture principale.

## Description
(9749) Van den Eijnde est un astéroïde de la ceinture principale. Il fut découvert le 3 avril 1989 à La Silla par Eric Walter Elst. Il présente une orbite caractérisée par un demi-grand axe de 2,45 UA, une excentricité de 0,13 et une inclinaison de 2,8° par rapport à l'écliptique.

## Compléments